# Patinação de velocidade nos Jogos Olímpicos de Inverno de 1960
A patinação de velocidade(pt-BR) ou patinagem de velocidade(pt-PT?) nos Jogos Olímpicos de Inverno de 1960 consistiu de quatro de eventos para homens e quatro para mulheres. As provas foram realizadas entre os dias 24 e 27 de fevereiro de 1960 em Squaw Valley. As provas para as mulheres foram incluídas no programa olímpico pela primeira vez.

## Medalhistas
Masculino
| Evento                | Ouro                                                      | Prata                                | Bronze                            |
| --------------------- | --------------------------------------------------------- | ------------------------------------ | --------------------------------- |
| 500 metros detalhes   | Yevgeny Grishin URS União Soviética                       | Bill Disney USA Estados Unidos       | Rafayel Grach URS União Soviética |
| 1500 metros detalhes  | Roald Aas NOR Noruega Yevgeny Grishin URS União Soviética | nenhum                               | Boris Stenin FIN Finlândia        |
| 5000 metros detalhes  | Viktor Kosichkin URS União Soviética                      | Knut Johannesen NOR Noruega          | Jan Pesman NED Países Baixos      |
| 10000 metros detalhes | Knut Johannesen NOR Noruega                               | Viktor Kosichkin URS União Soviética | Kjell Bäckman SWE Suécia          |

Feminino
| Evento               | Ouro                                  | Prata                                  | Bronze                             |
| -------------------- | ------------------------------------- | -------------------------------------- | ---------------------------------- |
| 500 metros detalhes  | Helga Haase EUA Equipe Alemã Unida    | Nataliya Donchenko URS União Soviética | Jeanne Ashworth USA Estados Unidos |
| 1000 metros detalhes | Klara Guseva URS União Soviética      | Helga Haase EUA Equipe Alemã Unida     | Tamara Rylova URS União Soviética  |
| 1500 metros detalhes | Lidiya Skoblikova URS União Soviética | Elwira Seroczyńska POL Polônia         | Helena Pilejczyk POL Polônia       |
| 3000 metros detalhes | Lidiya Skoblikova URS União Soviética | Valentina Stenina URS União Soviética  | Eevi Huttunen FIN Finlândia        |

## Quadro de medalhas
| Ordem | País                   | Medalha de ouro | Medalha de prata | Medalha de bronze |    |
| ----- | ---------------------- | --------------- | ---------------- | ----------------- | -- |
| 1     | URS União Soviética    | 6               | 3                | 3                 | 12 |
| 2     | NOR Noruega            | 2               | 1                |                   | 3  |
| 3     | EUA Equipe Alemã Unida | 1               | 1                |                   | 2  |
| 4     | USA Estados Unidos     |                 | 1                | 1                 | 2  |
| 4     | POL Polônia            |                 | 1                | 1                 | 2  |
| 6     | FIN Finlândia          |                 |                  | 1                 | 1  |
| 6     | NED Países Baixos      |                 |                  | 1                 | 1  |
| 6     | SWE Suécia             |                 |                  | 1                 | 1  |
| TOTAL | TOTAL                  | 9               | 7                | 8                 | 24 |